# アレオスケリス

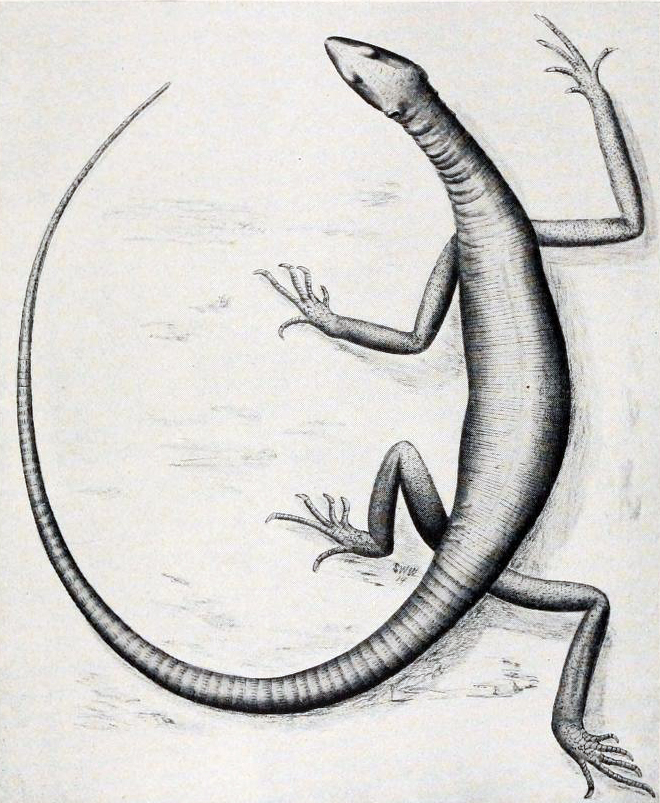
Samuel Wendell Willistonによる1914年の復元図

アレオスケリス Araeoscelis はペルム紀前期に生息した爬虫類の属の一つ。最初期の双弓類である。アメリカ合衆国から産出する。
全長約60cmで現代のトカゲとよく似ていた。ペトロラコサウルスなどの初期のアレオスケリス類と比べて歯が大きくて鈍く、昆虫の甲殻を噛み砕くなどの用途に適していたと考えられる。
頭骨に2対の開口部がある双弓類の特徴を示していた近縁属と異なり、本属は下側頭窓が骨で塞がれ広弓類のような形態となっていた。これにより頭骨がより頑丈になり、顎の力を強くすることができたと考えられている。